# Lindamägi

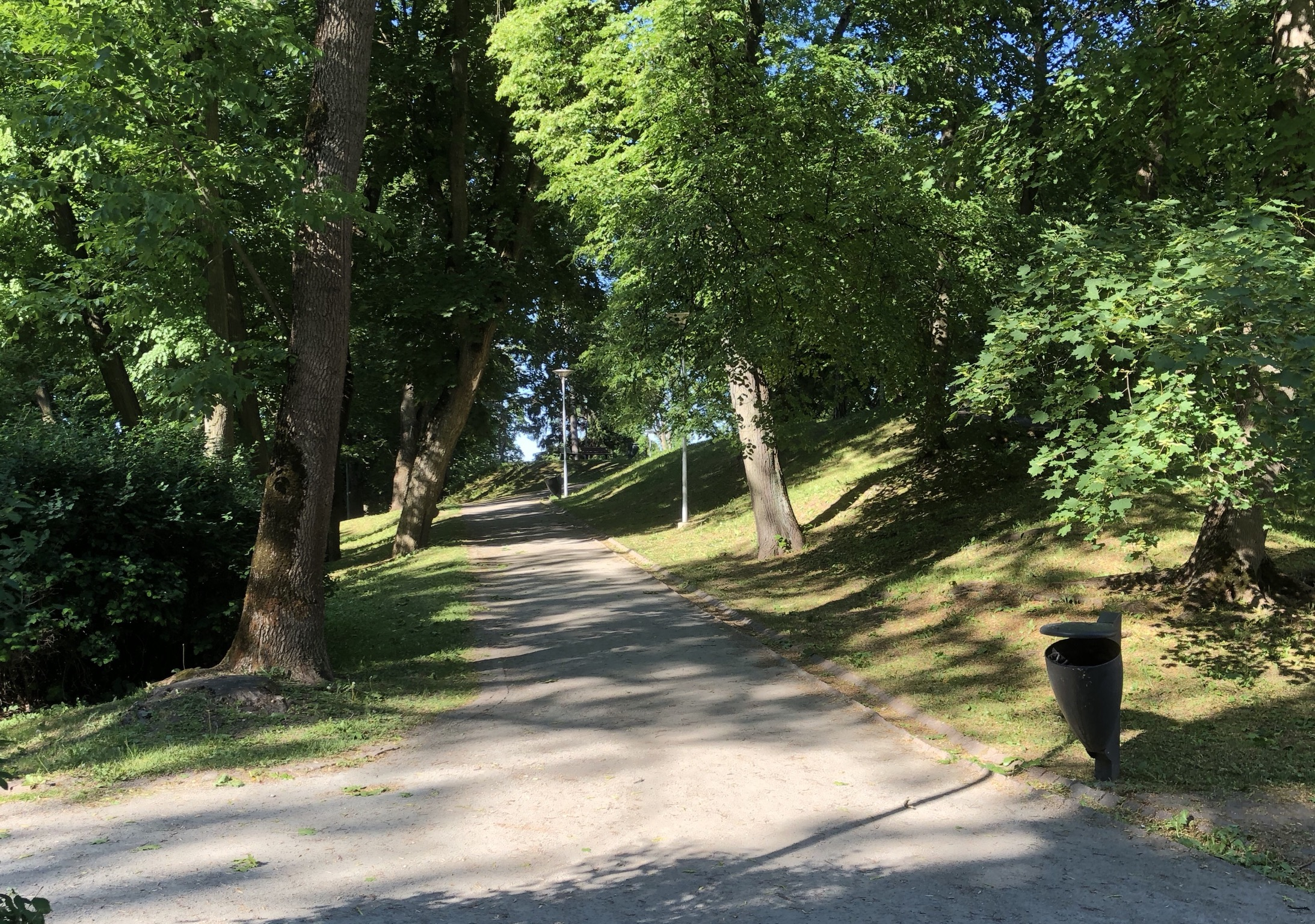
Lindamägi (junho de 2018)

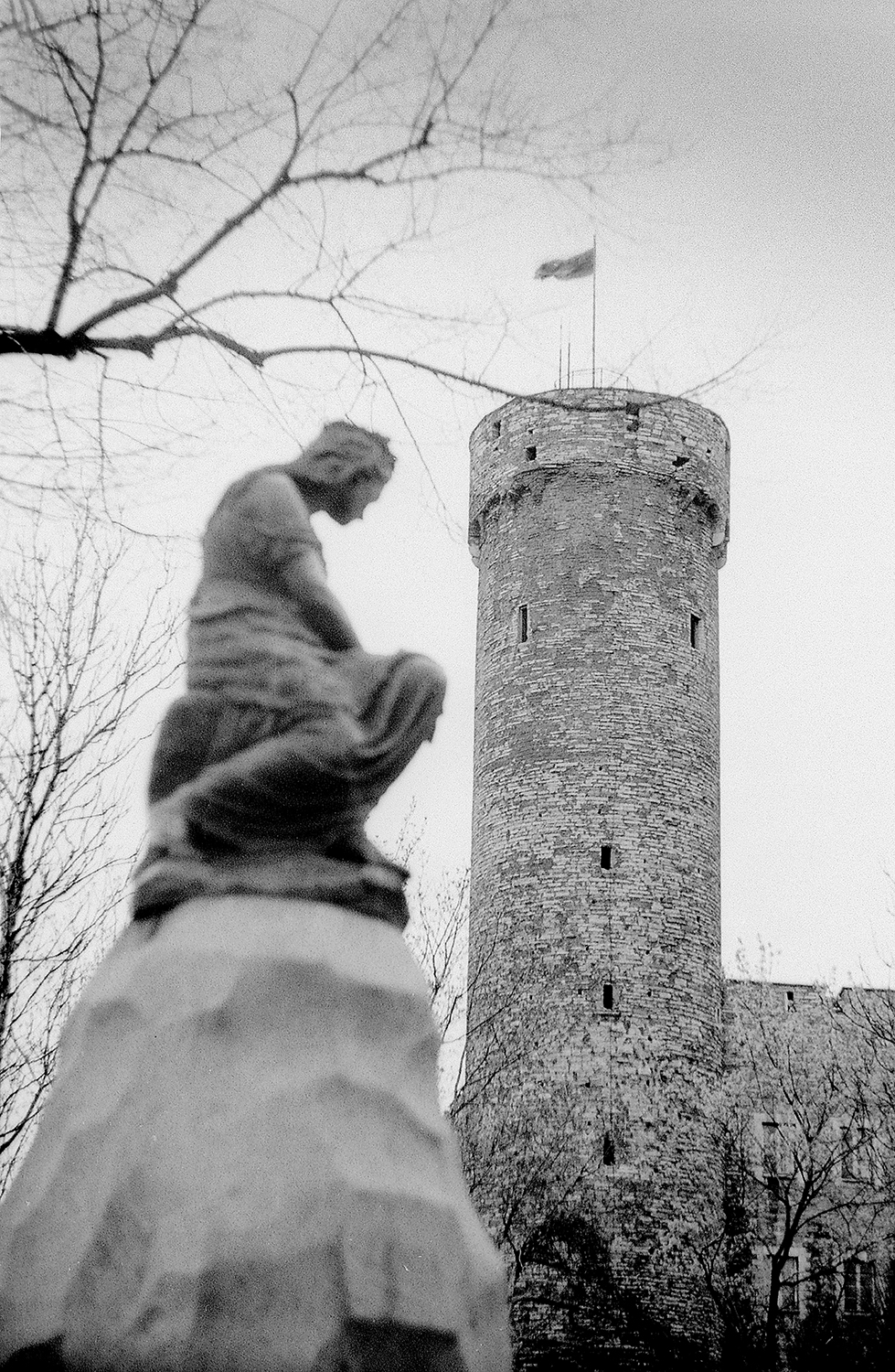
Escultura "Linda" (1971)

Lindamägi é um parque em Tallinn, na Estónia.
O parque está localizado no Bastião Sueco. O bastião sueco foi construído em 1690 e, em 1850, foi transformado em parque.
Em 1920 a escultura em bronze "Linda" foi erguida no parque. A escultura foi feita por August Weizenberg. O parque tem o nome desta escultura.